# GrassMaster
GrassMaster là một loại cỏ hỗn hợp bao gồm cỏ tự nhiên kết hợp với cỏ nhân tạo. Nó được sáng chế bởi Desso Sports vào năm 1993. Hệ thống cỏ này hiện được phát triển bởi Tarkett Sports sau khi tiếp quản Desso Sports và đã được đổi tên thành GrassMaster. Tarkett Sports đã phát triển thêm một loại cỏ mới khác là PlayMaster từ năm 2016.

## Công nghệ
GrassMaster cung cấp một sân cỏ tự nhiên 100% bằng cách chèn 20 triệu sợi polypropylen (PP) vào đất. Những sợi PP dài 20 cm này được ghim vào đất nhờ điều khiển bằng máy tính, trong đó 18 cm ghim sâu xuống đất và 2 cm cỏ ở trên bề mặt, sắp theo từng ô kích thước 2 x 2 cm. Rễ của cỏ tự nhiên đan xen với các sợi nhân tạo, mọc sâu hơn và lan rộng hơn, giúp cho rễ cây khỏe và mạnh hơn. Các sợi PP ở trên bề mặt đảm bảo bề mặt luôn đều và ổn định. GrassMaster có thể được lắp đặt trước hoặc sau khi gieo hạt hoặc trên cỏ có sẵn.

## Các sân đang sử dụng GrassMaster
| Sân vận động                                    | Câu lạc bộ                                                                            | Môn thể thao                                                             | Quốc gia         |
| ----------------------------------------------- | ------------------------------------------------------------------------------------- | ------------------------------------------------------------------------ | ---------------- |
| Villa Park                                      | Aston Villa F.C.                                                                      | Bóng đá                                                                  | Anh              |
| St James' Park                                  | Newcastle United F.C.                                                                 | Bóng đá                                                                  | Anh              |
| Turf Moor                                       | Burnley                                                                               | Bóng đá                                                                  | Anh              |
| Elland Road                                     | Leeds United                                                                          | Bóng đá                                                                  | Anh              |
| Hillsborough                                    | Sheffield Wednesday                                                                   | Bóng đá                                                                  | Anh              |
| Camp Nou                                        | FC Barcelona                                                                          | Bóng đá                                                                  | Tây Ban Nha      |
| Luminus Arena                                   | K.R.C. Genk                                                                           | Bóng đá                                                                  | Bỉ               |
| San Siro                                        | Inter Milan và A.C. Milan                                                             | Bóng đá                                                                  | Ý                |
| Sân vận động Marcel Picot                       | AS Nancy                                                                              | Bóng đá                                                                  | Pháp             |
| Thành phố Thể thao Nhà vua Abdullah             | Ittihad FC và Al-Ahli Saudi FC                                                        | Bóng đá                                                                  | Ả Rập Xê Út      |
| Sân vận động Mapei                              | U.S. Sassuolo Calcio                                                                  | Bóng đá                                                                  | Ý                |
| Goodison Park                                   | Everton F.C.                                                                          | Bóng đá                                                                  | Anh              |
| Sân vận động Công viên Thể thao Marcel Michelin | ASM Clermont Auvergne                                                                 | Bóng bầu dục liên hiệp                                                   | Pháp             |
| CNFE Clairefontaine                             | Liên đoàn bóng đá Pháp                                                                | Bóng đá                                                                  | Pháp             |
| Anfield                                         | Liverpool                                                                             | Bóng đá                                                                  | Anh              |
| Selhurst Park                                   | Crystal Palace                                                                        | Bóng đá                                                                  | Anh              |
| Carrow Road                                     | Norwich City                                                                          | Bóng đá                                                                  | Anh              |
| Sân vận động Công viên các Hoàng tử             | Paris Saint-Germain F.C.                                                              | Bóng đá                                                                  | Pháp             |
| Sân vận động Roudourou                          | En Avant Guingamp                                                                     | Bóng đá                                                                  | Pháp             |
| Sân vận động Louis II                           | AS Monaco                                                                             | Bóng đá                                                                  | Monaco           |
| Sân vận động Océane                             | Le Havre AC                                                                           | Bóng đá                                                                  | Pháp             |
| Stade de France                                 | Đội tuyển bóng đá quốc gia Pháp                                                       | Bóng đá và các sự kiện khác                                              | Pháp             |
| Sân vận động Francis-Le Blé                     | Stade Brestois 29                                                                     | Bóng đá                                                                  | Pháp             |
| Sân vận động Auguste-Delaune                    | Stade de Reims                                                                        | Bóng đá                                                                  | Pháp             |
| Sân vận động Parque São Jorge                   | Corinthians                                                                           | Bóng đá                                                                  | Brasil           |
| Neo Química Arena                               | Corinthians                                                                           | Bóng đá                                                                  | Brasil           |
| Arena do Grêmio                                 | Grêmio                                                                                | Bóng đá                                                                  | Brasil           |
| Sân vận động King Power                         | Leicester City                                                                        | Bóng đá                                                                  | Anh              |
| Sân vận động Twickenham                         | Hiệp hội bóng bầu dục Anh                                                             | Bóng bầu dục liên hiệp                                                   | Anh              |
| Sân vận động Emirates                           | Arsenal                                                                               | Bóng đá                                                                  | Anh              |
| Sân vận động Kirklees                           | Huddersfield Town và Huddersfield Giants                                              | Bóng đá và bóng bầu dục liên minh                                        | Anh              |
| Sân vận động Ibrox                              | Rangers                                                                               | Bóng đá                                                                  | Scotland         |
| Celtic Park                                     | Celtic                                                                                | Bóng đá                                                                  | Scotland         |
| Làng thể thao Leigh                             | Leigh                                                                                 | Bóng bầu dục liên minh                                                   | Anh              |
| Sân vận động Thành phố Manchester               | Manchester City                                                                       | Bóng đá                                                                  | Anh              |
| Old Trafford                                    | Manchester United                                                                     | Bóng đá                                                                  | Anh              |
| Trung tâm tập luyện bóng đá Trafford            | Manchester United                                                                     | Bóng đá                                                                  | Anh              |
| Adams Park                                      | Wycombe Wanderers Wasps (trước đây)                                                   | Bóng đá và bóng bầu dục liên hiệp                                        | Anh              |
| Vicarage Road                                   | Watford Saracens (trước đây)                                                          | Bóng đá và bóng bầu dục liên hiệp                                        | Anh              |
| Sân vận động Wembley                            | Đội tuyển bóng đá quốc gia Anh                                                        | Bóng đá và các sự kiện khác                                              | Anh              |
| Sân vận động Aviva                              | Đội tuyển rugby union quốc gia Ireland và đội tuyển bóng đá quốc gia Cộng hòa Ireland | Bóng bầu dục liên hiệp và bóng đá                                        | Cộng hòa Ireland |
| Sân vận động Galgenwaard                        | Utrecht                                                                               | Bóng đá                                                                  | Hà Lan           |
| Euroborg                                        | FC Groningen                                                                          | Bóng đá                                                                  | Hà Lan           |
| Sân vận động AFAS                               | AZ Alkmaar                                                                            | Bóng đá                                                                  | Hà Lan           |
| Sportpark De Toekomst                           | AFC Ajax                                                                              | Bóng đá                                                                  | Hà Lan           |
| Sân vận động Forsyth Barr                       | Highlanders                                                                           | Bóng bầu dục liên hiệp                                                   | New Zealand      |
| Sân vận động Lerkendal                          | Rosenborg                                                                             | Bóng đá                                                                  | Na Uy            |
| Arena Khimki                                    | Khimki                                                                                | Bóng đá                                                                  | Nga              |
| Sân vận động Mbombela                           | Giải vô địch bóng đá thế giới 2010                                                    | Bóng đá                                                                  | Cộng hòa Nam Phi |
| Sân vận động Peter Mokaba                       | Giải vô địch bóng đá thế giới 2010                                                    | Bóng đá                                                                  | Cộng hòa Nam Phi |
| Sân vận động Nelson Mandela Bay                 | Giải vô địch bóng đá thế giới 2010 và South Africa Sevens                             | Bóng đá và bóng bầu dục bảy người                                        | Cộng hòa Nam Phi |
| Lincoln Financial Field                         | Philadelphia Eagles                                                                   | American football                                                        | Hoa Kỳ           |
| Lambeau Field                                   | Green Bay Packers                                                                     | American football                                                        | Hoa Kỳ           |
| Sân vận động Liberty                            | Swansea City và Ospreys                                                               | Bóng đá và bóng bầu dục liên hiệp                                        | Wales            |
| Sân vận động Thiên niên kỷ                      | Hiệp hội bóng bầu dục Wales                                                           | Bóng bầu dục liên hiệp (cũng như các trận đấu bóng đá quốc tế của Wales) | Wales            |
| Sân vận động Cardiff City                       | Cardiff City Cardiff Blues (trước đây)                                                | Bóng đá và bóng bầu dục liên hiệp                                        | Wales            |
| Rodney Parade                                   | Dragons Newport County Newport RFC                                                    | Bóng bầu dục liên hiệp và bóng đá                                        | Wales            |
| Volkswagen Arena                                | VfL Wolfsburg                                                                         | Bóng đá                                                                  | Đức              |
| Sân vận động Metalist                           | Metalist Kharkiv                                                                      | Bóng đá                                                                  | Ukraina          |
| Donbass Arena                                   | Shakhtar Donetsk                                                                      | Bóng đá                                                                  | Ukraina          |
| Sân vận động Trung tâm Thành phố                | FC Kairat                                                                             | Bóng đá                                                                  | Kazakhstan       |
| Murrayfield                                     | Edinburgh Rugby và đội tuyển rugby union quốc gia Scotland                            | Bóng bầu dục liên hiệp                                                   | Scotland         |
| Sân vận động Marcantonio Bentegodi              | Hellas Verona và Chievo Verona                                                        | Bóng đá                                                                  | Ý                |
| Sân vận động Lokomotiv                          | F.K. Lokomotiv Moskva                                                                 | Bóng đá                                                                  | Nga              |
| Kazan Arena                                     | FC Rubin Kazan                                                                        | Bóng đá                                                                  | Nga              |
| Sân vận động La Cerámica                        | Villarreal CF                                                                         | Bóng đá                                                                  | Tây Ban Nha      |
| Học viện bóng đá Melbourne City                 | Melbourne City FC                                                                     | Bóng đá                                                                  | Úc               |
| Trung tâm tập luyện bóng đá Ooredoo             | Paris Saint-Germain F.C.                                                              | Bóng đá                                                                  | Pháp             |
| St Georges Park                                 | Trung tâm bóng đá quốc gia FA                                                         | Bóng đá                                                                  | Anh              |
| Bramall Lane                                    | Sheffield United                                                                      | Bóng đá                                                                  | Anh              |
| Sân vận động Imam Reza                          | Padideh F.C.                                                                          | Bóng đá                                                                  | Iran             |
| Sân vận động Quốc tế Cairo                      | Đội tuyển bóng đá quốc gia Ai Cập                                                     | Bóng đá                                                                  | Ai Cập           |
| Sân vận động El Sekka El Hadid                  | El Sekka El Hadid SC                                                                  | Bóng đá                                                                  | Ai Cập           |
| Vodafone Park                                   | Beşiktaş J.K.                                                                         | Bóng đá                                                                  | Thổ Nhĩ Kỳ       |